# Dopatrium longidens
Dopatrium longidens är en grobladsväxtart som beskrevs av Sidney Alfred Skan. Dopatrium longidens ingår i släktet Dopatrium och familjen grobladsväxter. Inga underarter finns listade i Catalogue of Life.